# 베로나도
베로나도(이탈리아어: Provincia di Verona) 이탈리아 베네토주의 도이다. 북서쪽 경계에 위치한, 이탈리아 최대의 호수인 가르다호가 베로나도와 브레시아도 (롬바르디아주), 트렌토도 (트렌티노알토아디제주)의 경계를 나누고 있다. 도청은 베로나에 위치해 있다. 베로나는 유네스코 세계유산 지역으로 지정되어 있다.
베로나도는 자연스럽게 다문화적 성격을 띠고 있다. 북쪽으로는 이탈리아의 티롤, 동쪽으로는 비첸차도와 파도바도, 남쪽으로는 로비고도와 만토바도, 서쪽으로는 가르다호와 경계를 맞대고 있다. 북쪽에서 남쪽까지 최대 거리 80km이고 동쪽에서 서쪽까지는 40km이다.

## 개요

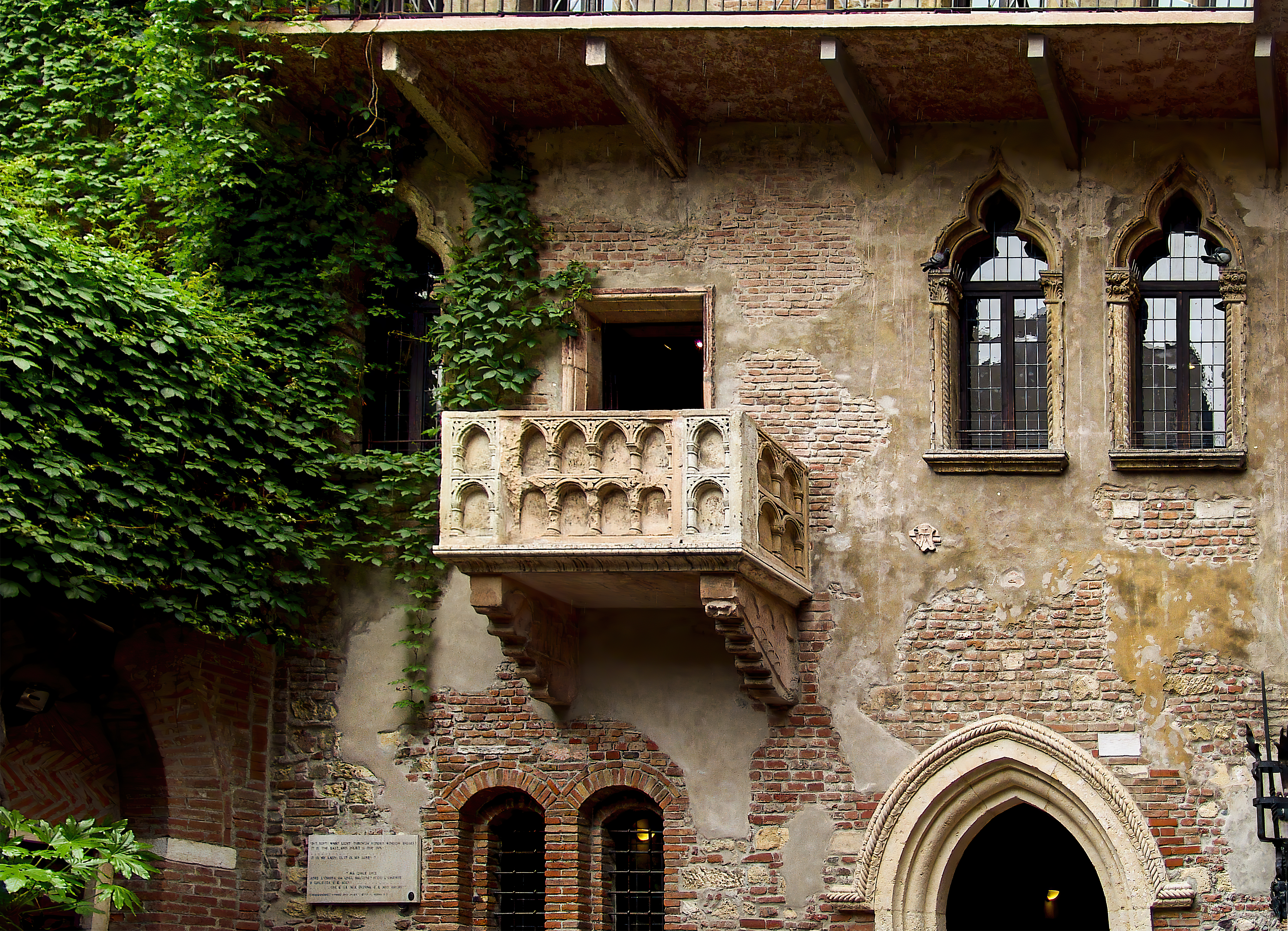
베로나에 있는 줄리엣 캐퓰릿의 저택

베로나도는 면적이 3,109 제곱킬로미터 (1,200 mi2)이고 전체 인구는 약 90만 명이다. 98개 '코무네' (지방자치단체)로 이뤄져 있다. 주요 코무네에는 보볼로네, 보나비고, 부솔렌고, 체레아, 이솔라델라스칼라, 레냐고, 네그라르디발폴리첼라, 페스키에라델가르다, 산보니파초, 산조반니루파토토, 산마르티노부온알베르고, 소아베, 소나, 발레조술민초, 빌라프란카디베로나 등이 있다.
윌리엄 셰익스피어의 희곡 '로미오와 줄리엣'은 '베로나의 두 신사'와 마찬가지로 베로나를 배경으로 하고 있다. 베로나는 여러 관광객들을 불러들이고 있고, 카사 디 줄리에타 (Casa di Giulietta, 희곡상 줄리엣 캐퓰릿의 저택)는 주요 관광지이다.
이곳의 역사적 중요성으로 인해, 베로나도는 다수의 성채, 탑, 수도원, 성소, 옛 로마네스크 교회 등을 자랑하고 있다. 지방 공원이 레시니아에 위치해 있다. 발폴리첼라는 고유 기술로 담근 와인으로 유명하다. 유럽 최대 자연 교각인 '폰테 디 베야' (Ponte di Veja)가 이 지역에 있다. 베로나도의 북쪽은 타르타로, 카슬라냐로, 아디제강을 포함해 몇몇 강이 흐르는 대부분 구릉 지역이다.

## 코무네

베로나도 지도

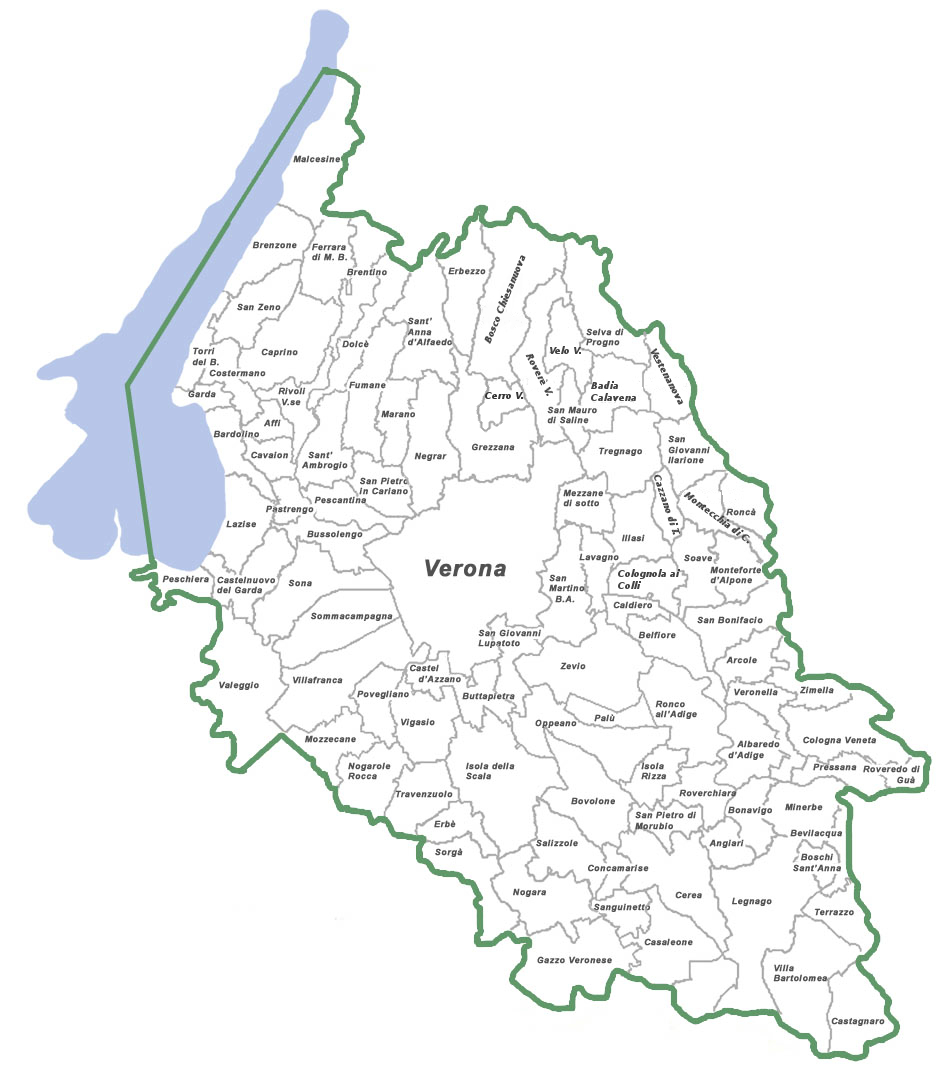
베로나도 지도

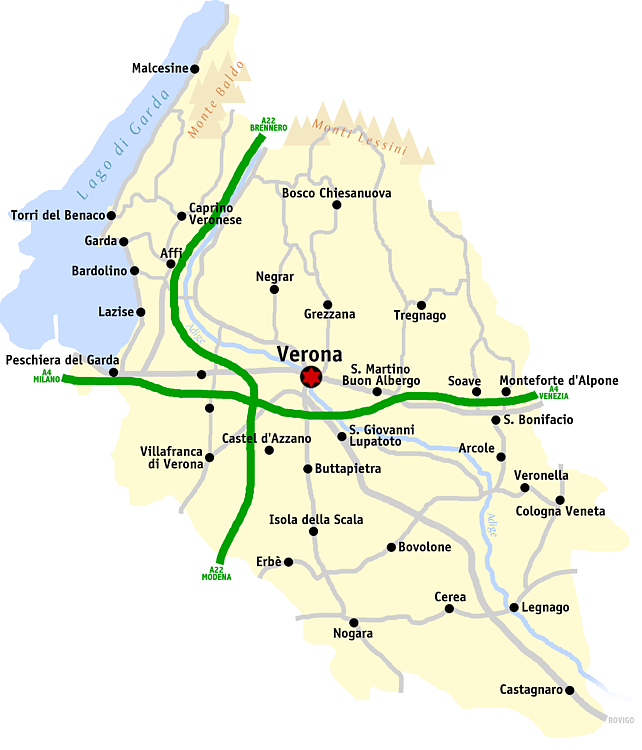
베로나도 지도

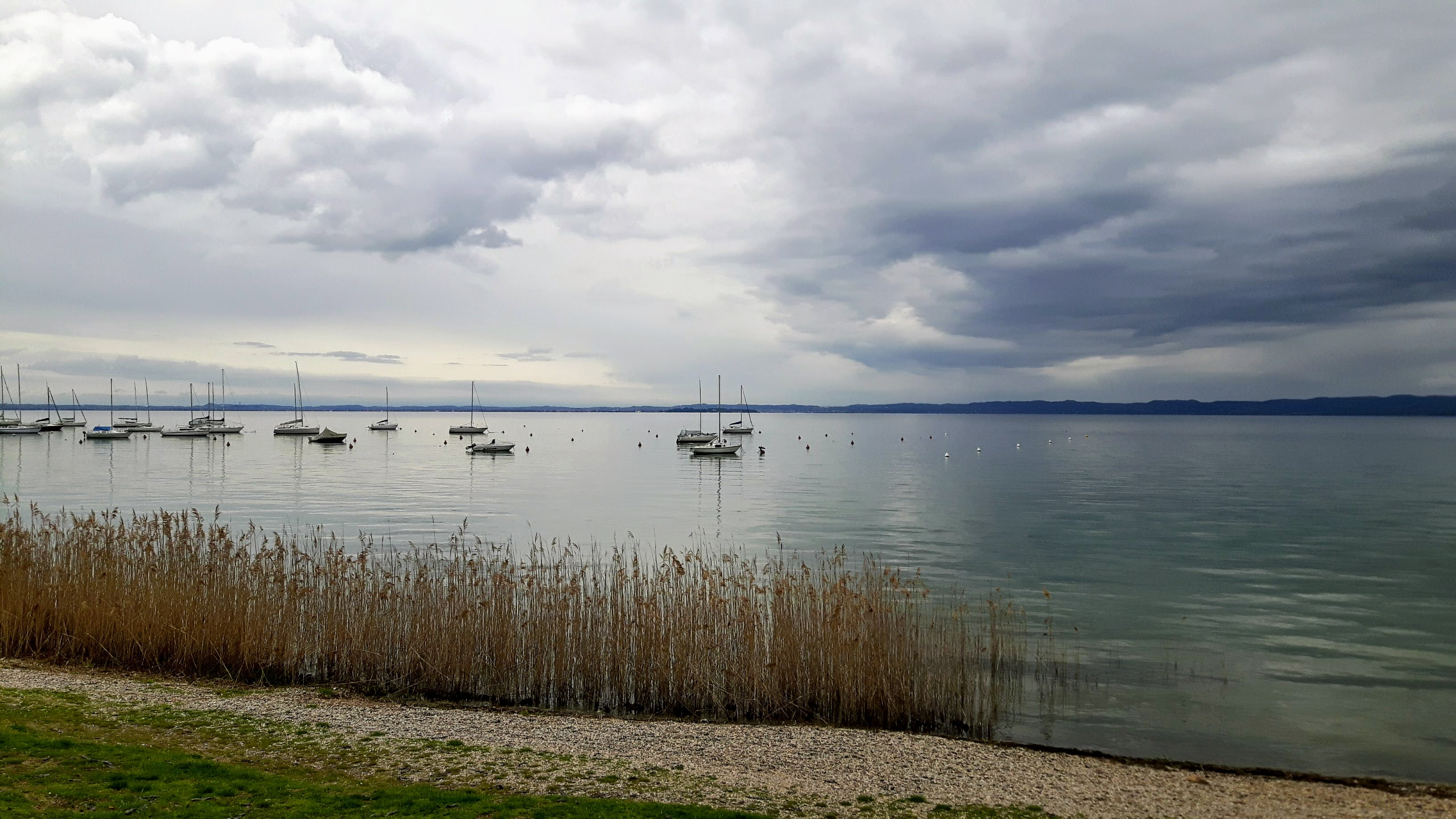
바르돌리노의 가르다호

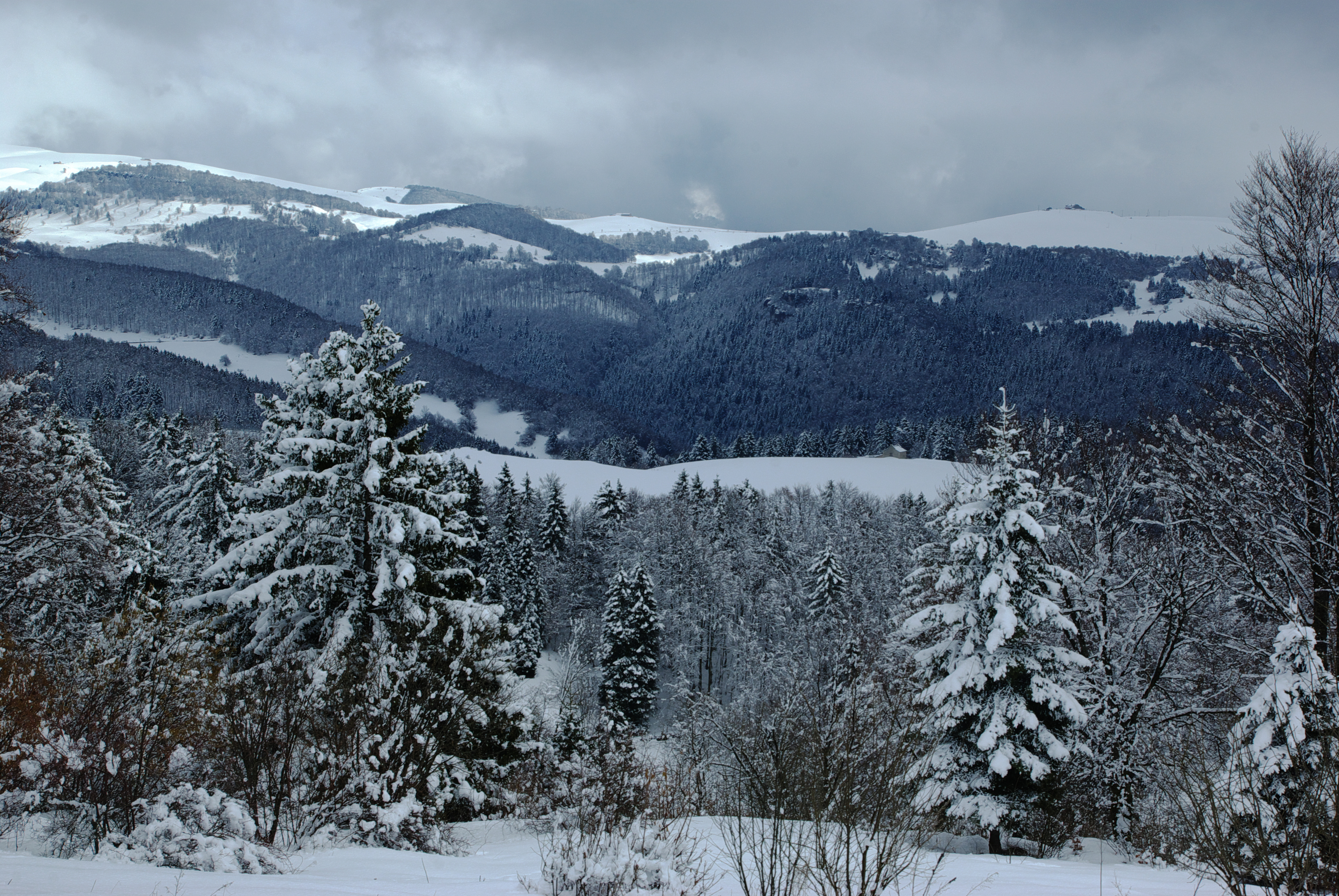
레시니아 지방 공원

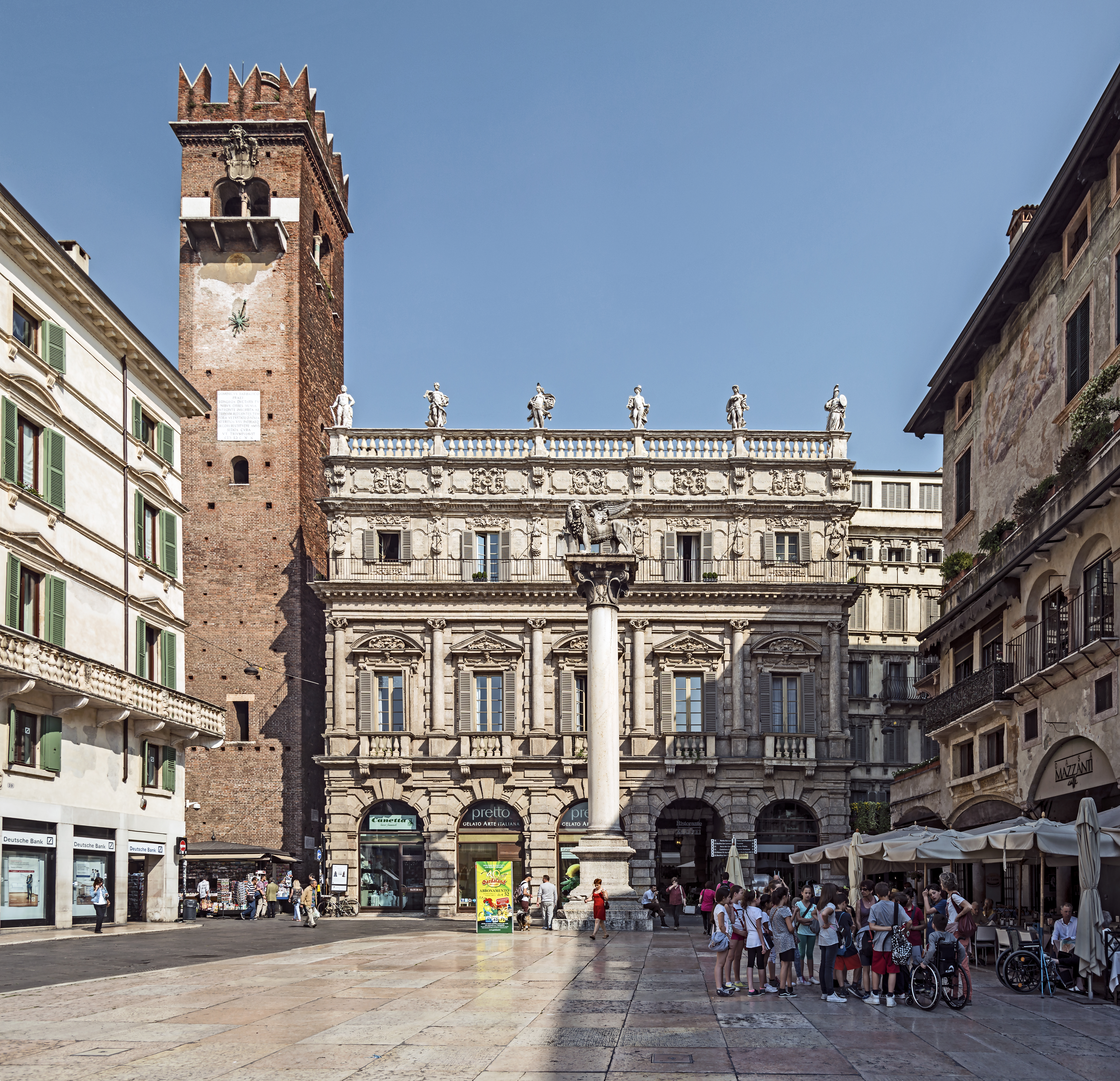
베로나

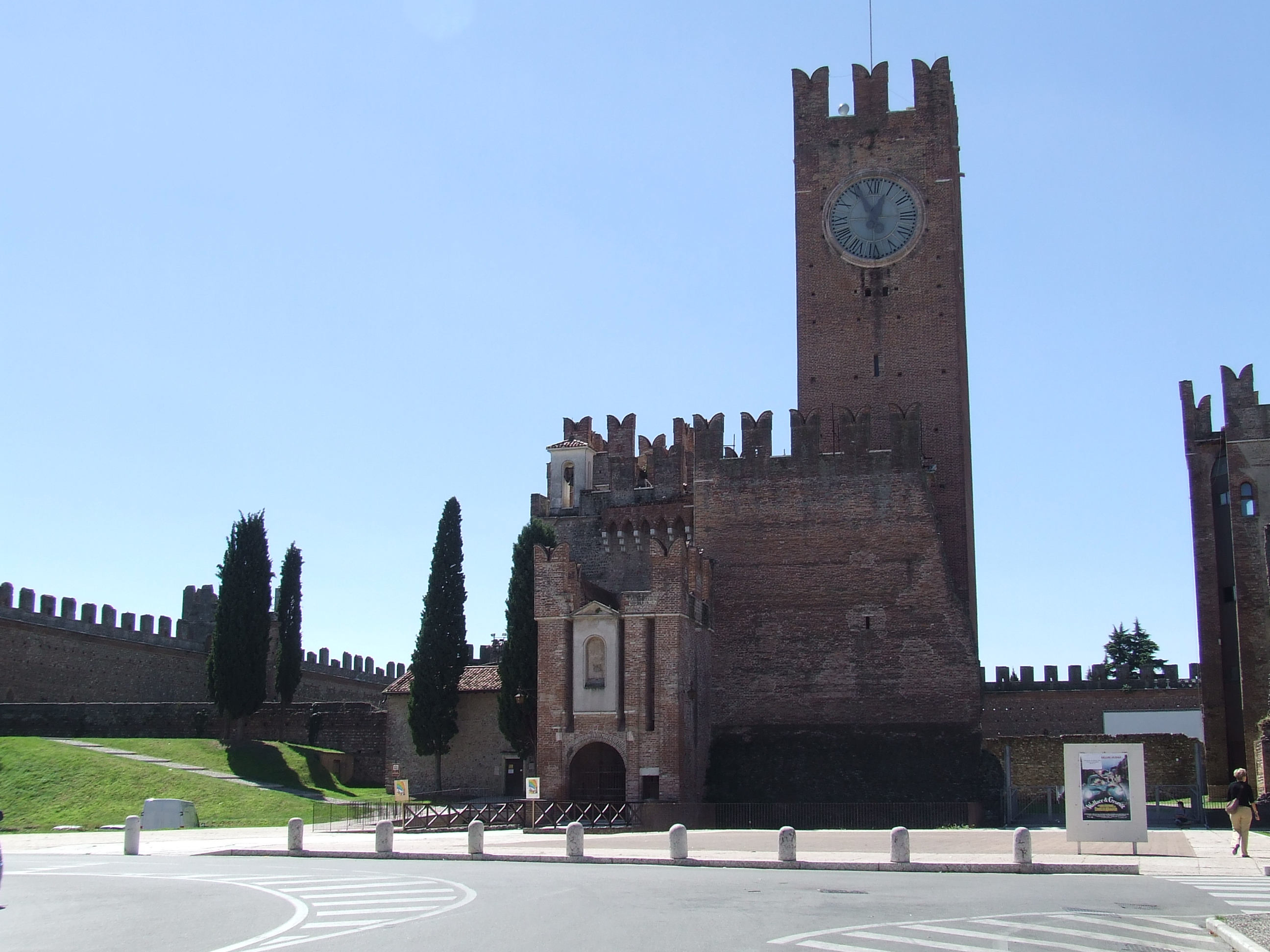
빌라프란카디베로나

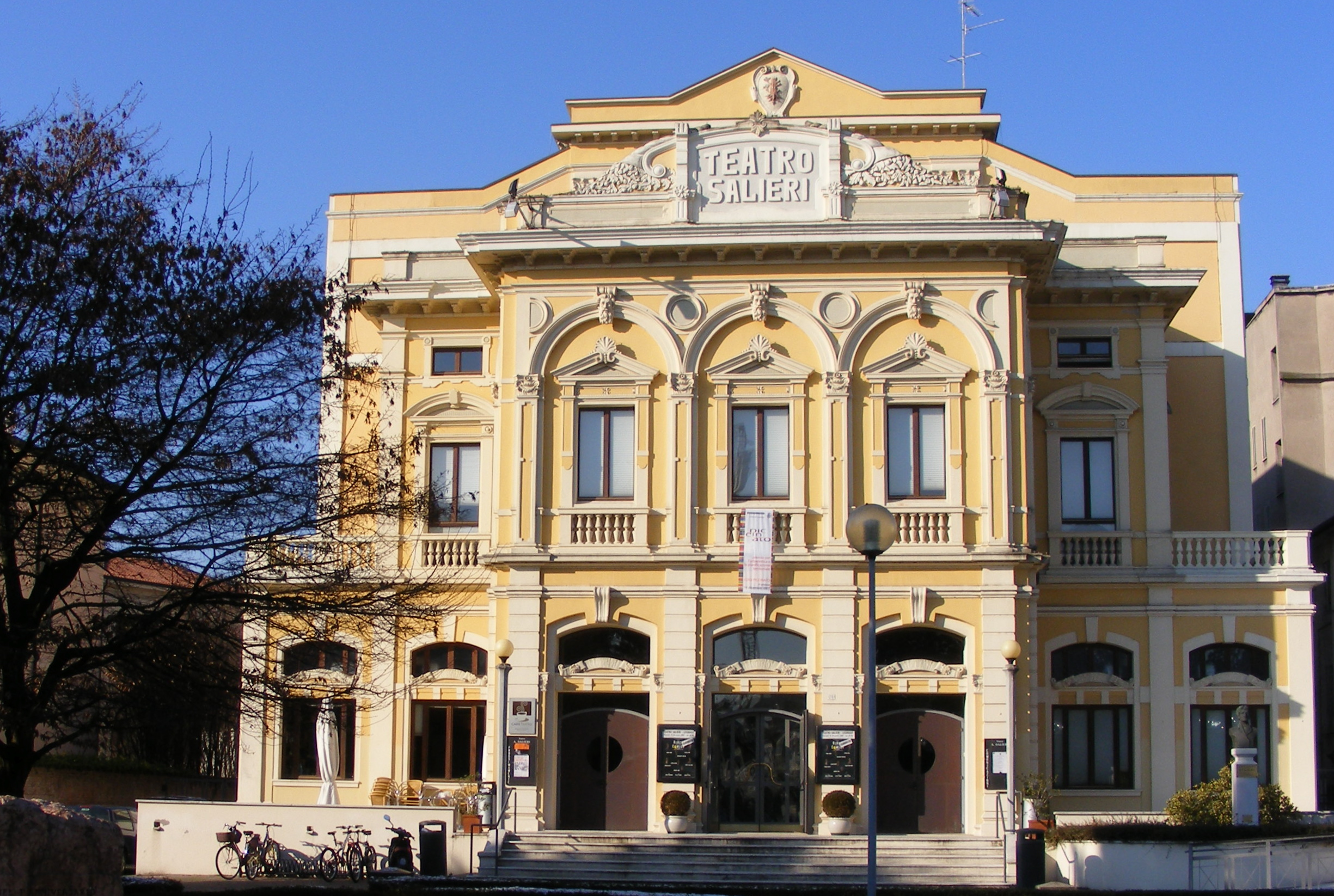
레냐고

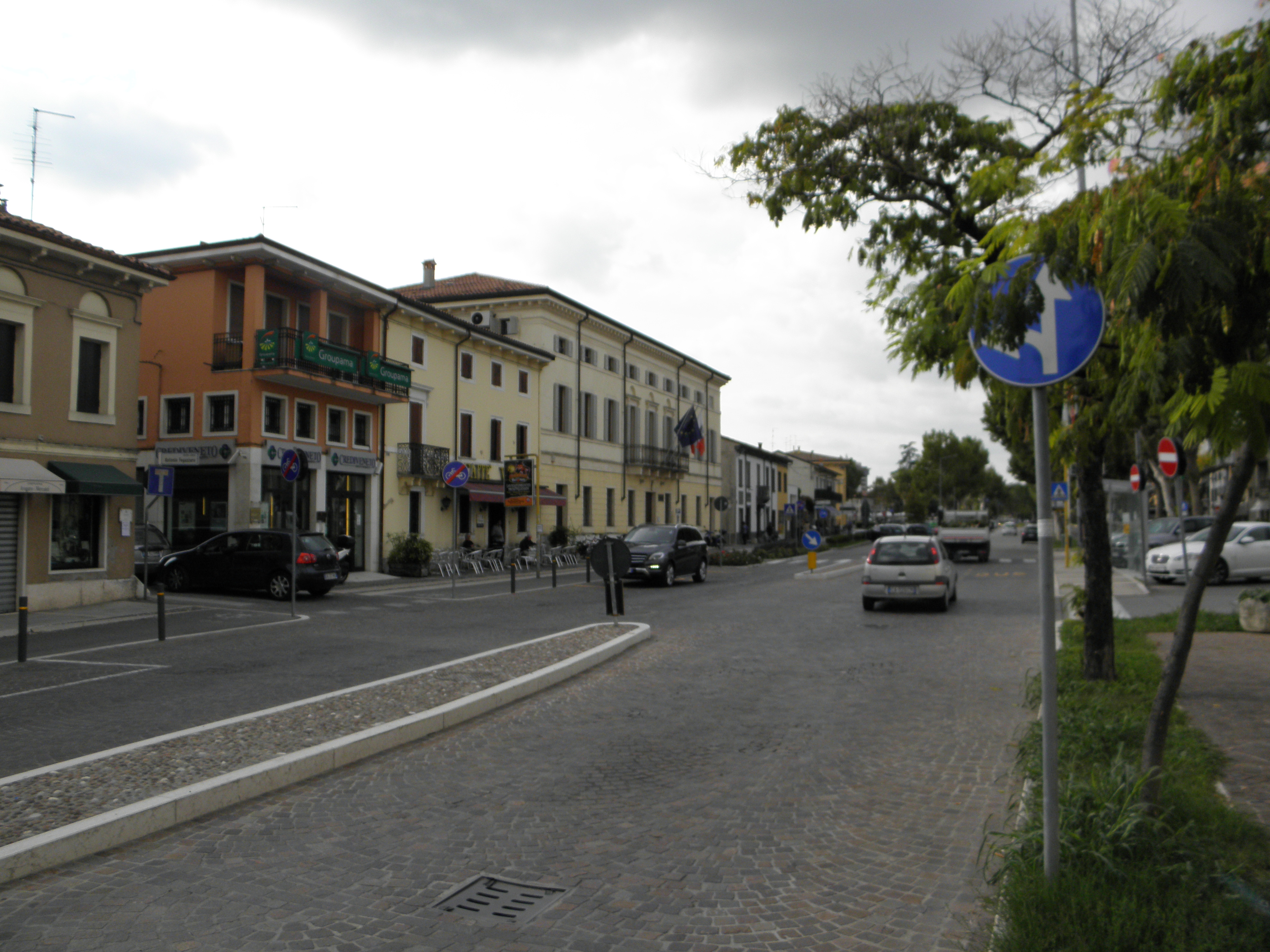
산조반니루파토토

2023년 기준, 인구별 주요 코무네는 다음과 같다:
| 코무네               | 인구    |
| -------------------- | ------- |
| 베로나               | 255,379 |
| 빌라프란카디베로나   | 32,889  |
| 레냐고               | 25,380  |
| 산조반니루파토토     | 25,247  |
| 산보니파초           | 21,409  |
| 부솔렌고             | 20,701  |
| 소나                 | 17,529  |
| 페스칸티나           | 17,453  |
| 체레아               | 16,822  |
| 네그라르디발폴리첼라 | 16,478  |

베로나도의 전체 코무네 목록은 아래와 같다:
- 아피
- 알바레도다디제
- 안자리
- 아르콜레
- 바디아칼라베나
- 바르돌리노
- 벨피오레
- 베빌라콰
- 보나비고
- 보스키산탄나
- 보스코키에사누오바
- 보볼로네
- 브렌티노벨루노
- 브렌초네
- 부솔렌고
- 부타피에트라
- 칼디에로
- 카프리노베로네세
- 카살레오네
- 카스타냐로
- 카스텔다차노
- 카스텔누오보델가르다
- 카바이온베로네세
- 카차노디트라미냐
- 체레아
- 체로베로네세
- 콜로냐베네타
- 콜로뇰라아이콜리
- 콘카마리세
- 코스테르마노
- 돌체
- 에르베초
- 에르베
- 페라라디몬테발도
- 푸마네
- 가르다
- 가초베로네세
- 그레차나
- 일라시
- 이솔라리차
- 이솔라델라스칼라
- 라바뇨
- 라치세
- 레냐고
- 말체시네
- 마라노디발폴리첼라
- 메차네디소토
- 미네르베
- 몬테키아디크로사라
- 몬테포르테달포네
- 모체카네
- 네그라르
- 노가라
- 노가롤레로카
- 오페아노
- 팔루
- 파스트렌고
- 페스칸티나
- 페스키에라델가르다
- 포벨리아노베로네세
- 프레사나
- 리볼리베로네세
- 론코 알라디제
- 론카
- 로베르키아라
- 로베레도디구아
- 로베레베로네세
- 살리촐레
- 산보니파초
- 산조반니일라리오네
- 산조반니루파토토
- 산마르티노부온알베르고
- 산마우로디살리네
- 산피에트로디모루비오
- 산피에트로인카리아노
- 산체노디몬타냐
- 산구이네토
- 산탐브로조디발폴리첼라
- 산탄나달파에도
- 셀바디프로뇨
- 소아베
- 솜마캄파냐
- 소나
- 소르가
- 테라초
- 토리델베나코
- 트레냐고
- 트레벤추올로
- 발레조술민초
- 벨로베로네세
- 베로나
- 베로넬라
- 베스테나노바
- 비가시오
- 빌라바르톨로메아
- 빌라프란카디베로나
- 체비오
- 치멜라

## 대중교통

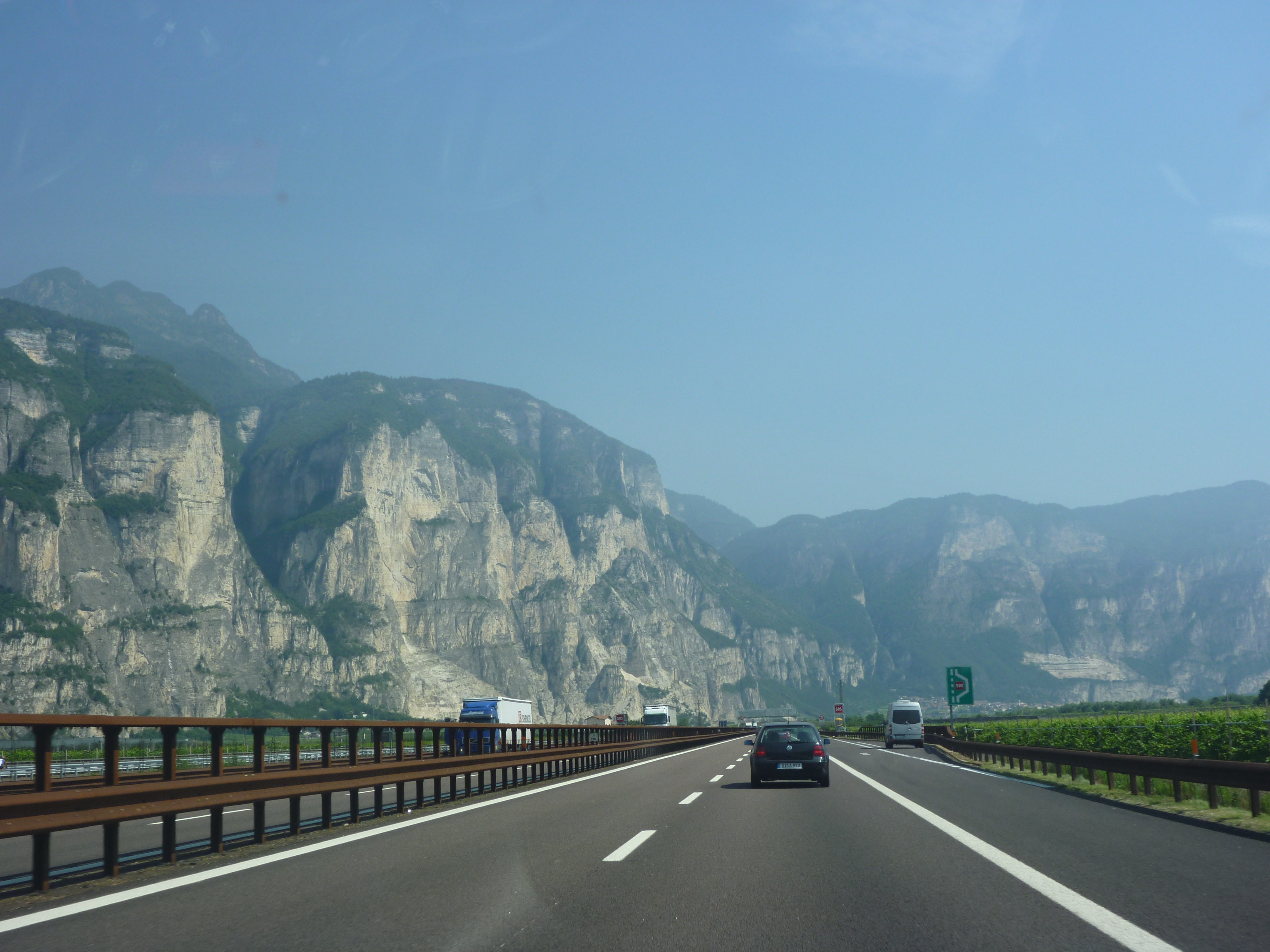
베로나에서 볼차노까지 이어지는 아우토스트라다 A22

### 도로
- 아우토스트라다 A4: 토리노-트리에스테
- 아우토스트라다 A22: 모데나-브레너 고개

### 철도
- 밀라노-베네치아 철도
- 브레너 철도
- 베로나-볼로냐 철도
- 베로나-로비고 철도
- 만토바-몬셀리체 철도
- 베로나-만토바-모데나 철도

### 공항
- 베로나빌라프란카 공항